# Complexul Cultural Sportiv Studențesc „Tei”
Complexul Cultural Sportiv Studențesc Tei este un complex pentru petrecerea timpului liber cu terenuri de sport, săli de conferințe, locuri de cazare.